# Smart Roadster
La Smart Roadster è una piccola auto sportiva prodotta dal 2003 al 2005 dalla Casa automobilistica tedesca Smart.

## Genesi e debutto
Dopo il successo ottenuto dalla piccola City-Coupé già pochi mesi dopo il suo debutto, la DaimlerChrysler decise di allargare la gamma dei suoi modelli. Fu così che nell'autunno del 1998 fu avviato un nuovo progetto, siglato W452 e destinato ad un nuovo modello marchiato Smart.
Si trattava di una roadster di piccola taglia, con corpo vettura sensibilmente inferiore ai quattro metri di lunghezza e peso contenuto. L'idea era quella di ricreare una roadster secondo lo spirito delle biposto inglesi compatte degli anni cinquanta e sessanta, ossia con un piccolo motore e un corpo vettura leggero. Mentre le roadster inglesi avevano tutte il motore anteriore venne però scelta una impostazione simile a quella della Volkswagen-Porsche 914 (del 1969) e della più leggera ed economica Fiat X1/9 (1972), entrambe biposto "Targa" a motore centrale. 
Stabilito il genere di vettura da costruire, rimase il problema relativo allo styling da applicare alla vettura stessa: si decise che la vettura doveva essere inconfondibilmente una Smart e mostrare quei caratteri stilistici che l'avrebbero accomunata alla meno pretenziosa City-Coupé. Dal punto di vista tecnico si scelse di mantenere la soluzione della cellula di sicurezza "Tridion", anche se interamente riprogettata in funzione del differente corpo vettura.
Il primo prototipo, che esteticamente prefigurava già il modello di serie, fu presentato già l'anno seguente al Salone di Francoforte assieme ad una sportiva diametralmente opposta come la SLR-McLaren. A parte qualche piccolo dettaglio, la vettura era già quella definitiva, ma era ancora da mettere a punto e testare su strada; la presentazione in tale occasione fu effettuata principalmente per saggiare il gradimento del pubblico, come testimoniano anche i soli tre mesi che hanno richiesto la costruzione di tale prototipo.
Una seconda presentazione si ebbe nel 2000 al Salone di Parigi, dove questa volta la piccola sportiva fu svelata in una nuova veste con carrozzeria coupé a due posti secchi. La presentazione al pubblico si ebbe nell'agosto del 2002 a Berlino. Ma non si decise di avviare immediatamente la commercializzazione del modello, che invece entrò nei listini Smart solo a partire dall'11 aprile dell'anno successivo.

## Design esterno ed abitacolo
Dal punto di vista progettuale, la Roadster non tradisce la fedeltà stilistica a quelle soluzioni tipiche del marchio Smart, il quale fino a quel momento aveva comunque un solo modello in listino, benché declinato in due varianti di carrozzeria. La Roadster sfoggiava soluzioni del tutto particolari, come lo stesso corpo vettura assai compatto anche per una piccola sportiva e configurato in maniera tale da risultare in realtà più una vettura apribile di tipo Targa che non una roadster vera e propria, a causa della presenza fissa e costante del massiccio montante posteriore.
Il frontale, dal disegno assai spiovente, era caratterizzato dai curiosi gruppi ottici tondi e sdoppiati, inseriti in una mascherina in plastica grezza che includeva anche la calandra integrata nello scudo paraurti e i fendinebbia. Osservando invece la fiancata, balzavano immediatamente all'occhio i ridotti sbalzi anteriore e posteriore, la forte inclinazione all'indietro del parabrezza e i passaruota assai bombati che contenevano i cerchi in lega da 15 pollici (ma a richiesta era possibile avere i cerchi da 16 pollici). Inoltre, la vista laterale tradiva chiaramente la volontà di accostarsi alla City-Coupé, grazie all'utilizzo della cellula "Tridion" a vista, la quale regalava una colorazione bicolore al corpo vettura, a meno che non fosse stato richiesto diversamente da chi la ordinava. Le zone della scocca non in vista erano "vestite" con pannelli carrozzeria in resina termoplastica. Questa cellula incorporava anche il montante posteriore; lo stesso montante posteriore incorniciava il lunotto che si affacciava posteriormente sul coperchio tramite il quale si accedeva sia all'angusto vano bagagli sia al vano motore. Altre caratteristiche della zona posteriore erano i gruppi ottici con plastiche trasparenti e due elementi circolari.
Le caratteristiche della Roadster valgono anche per la Roadster-Coupé, che differiva dalla prima solo nella zona posteriore, dove lo sportello del vano motore era sostituito da un vero portellone quasi del tutto trasparente e quindi con funzione di lunotto, con design spezzato sullo stile di quello delle Honda CRX degli anni ottanta.
L'abitacolo della Roadster, ma anche quello della Roadster-Coupé, era fatto su misura per due persone, oltretutto non troppo alte di statura, visto che il volante non regolabile avrebbe potuto causare qualche problema di adattamento per le persone di maggior statura. Il design degli strumenti, della plancia e degli stessi sedili, oltre che il vivace abbinamento dei colori e degli inserti in alluminio, erano un'altra caratteristica tipica del marchio Smart. Tra i vari comandi era presente anche quello per l'apertura e chiusura della capote in tela che andava ad alloggiarsi in mezzo alle due barre longitudinali che univano la sommità del parabrezza con il montante posteriore. Anche questa caratteristica accomunava la piccola sportiva più ad una vettura Targa che a una biposto aperta vera e propria. Il vero scomparto per i bagagli è stato ricavato anteriormente, poiché l'architettura meccanica della vettura non permetterebbe altrimenti. Si trattava anche in questo caso di un vano bagagli non molto capiente, ma adeguato al genere di vettura. In ogni caso era possibile disporre di 82 litri di capacità massima.

## Struttura, tecnica e motore

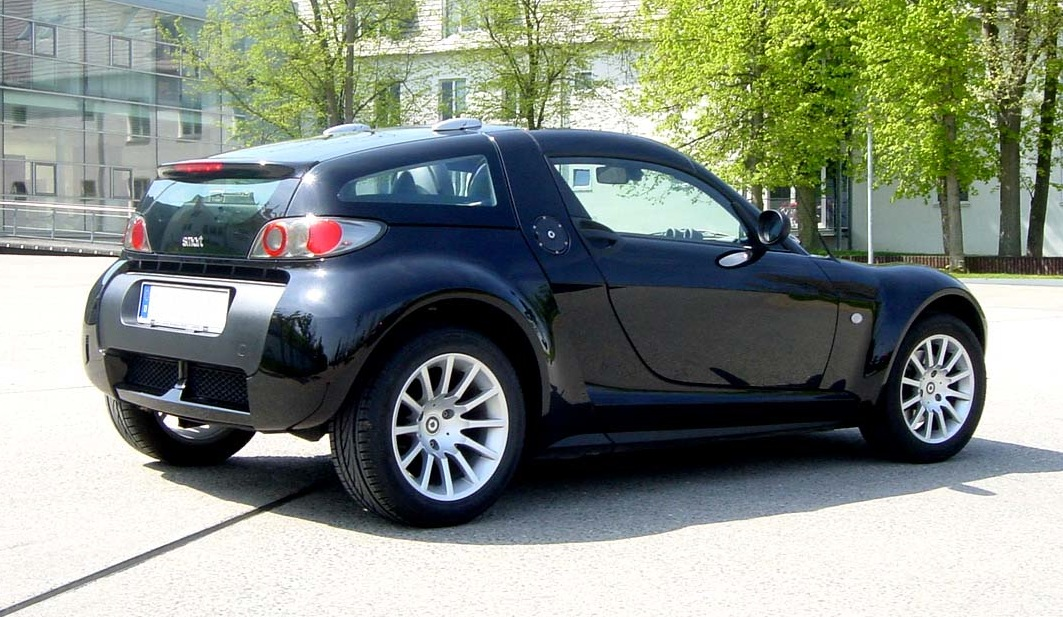
Vista di una Roadster-Coupé

La Roadster è fondamentalmente costruita secondo una filosofia che finora era propria soltanto della Lotus: un'auto strutturalmente leggera, con un motore non molto potente ma sufficiente a garantire prestazioni brillanti grazie al favorevole rapporto peso/potenza. L'architettura meccanica era del tipo "tutto dietro", cioè con motore sistemato in posizione posteriore (in questo caso si parla di posizione posteriore-centrale) e trazione sulle ruote posteriori. Il pianale era derivato da quello della City-Coupé e manteneva la soluzione della cella "Tridion", la quale garantiva un alto livello di rigidità, un requisito fondamentale per una vettura con carrozzeria apribile.
Quanto alla meccanica telaistica, la Roadster e la Roadster-Coupé erano caratterizzate da un avantreno a ruote indipendenti con schema MacPherson e barra antirollio, mentre il retrotreno prevedeva invece un'insolita soluzione con ponte De Dion. L'impianto frenante era di tipo misto, vale a dire con dischi (di tipo autoventilante) all'avantreno e tamburi al retrotreno. Questo impianto frenante era corredato dei dispositivi ABS ed ESP.
Il motore proposto all'inizio era il classico tricilindrico M160 montato sulla City-Coupé, e che proprio a partire dal 2003 è stato oggetto di modifiche che ne avevano innalzato la cilindrata a 698 cm³. Questo motore era sovralimentato mediante turbocompressore corredato di intercooler, grazie ai quali era possibile raggiungere una potenza massima di 82 CV, non molti, ma ampiamente compensati dalla massa ridotta. Quanto al cambio, la Roadster e la Roadster-Coupé montavano il cambio elettroattuato a sei marce che a causa dei suoi tempi morti durante il passaggio da un rapporto ad un altro, impedisce di avere delle prestazioni realmente brillanti. Ciò ha rappresentato un handicap per la piccola sportiva, la quale era peraltro accreditata di un rapporto peso/potenza inferiore ai 10 kg/CV, quindi buono sulla carta.

## Dotazione
Al suo debutto, la Roadster e la Roadster-Coupé, erano proposte in un solo allestimento e con una dotazione di serie che includeva: ABS, doppio airbag frontale, ESP, controllo di trazione, vetri elettrici, chiusura centralizzata e sistema ASR che in salita ne impediva la discesa per 2-3 secondi tolto il piede dal freno. La lista optional invece, oltre a capote, climatizzatore (di serie dal 2004), colore della cellula tridion e dei pannelli nella colorazione metallizzata, era composta da "pacchetti" pre-stabiliti dalla Casa Madre ovvero: "pacchetto sport", "pacchetto luci", "pacchetto comfort", "pacchetto sicurezza", "pacchetto pelle". Questi "pacchetti" includevano: servosterzo elettrico, fendinebbia, sedili in pelle riscaldabili, computer di bordo, cruise control,specchietti elettrici e riscaldabili,funzione luci coming-home,sensore luce/pioggia,volante a tre razze con leve del cambio integrate,cerchi da 16".
Completavano la lista degli optional una lunga serie di accessori, tra i quali: autoradio, filtro clima, radio CD, Caricatore CD, navigatore satellitare, iPod car kit, kit vivavoce, kit Web Smart-Move, kit estintore, sensori di parcheggio posteriori, porta CD, porta bevande, bracciolo centrale, retine porta oggetti, rear bag, tappetini in velluto oppure in gomma, cerchi da 17", hardtop lucido oppure opaco (dal 2004), predisposizione hardtop, strumenti supplementari su cruscotto, sistema bluetooth, telo copri auto.
A questi accessori standard, si aggiungevano infine quelli della linea BRABUS, ovvero: minigonne sportive, volante sport (con o senza levette del cambio integrate), pedaliere sportive, leva del freno a mano, pomello del cambio, spoiler anteriore, spoiler posteriore (solo per i modelli roadster), grembialatura inferiore su paraurti posteriore, scarico con doppia uscita centrale, tappetini in velluto, sound system.

## Una breve produzione

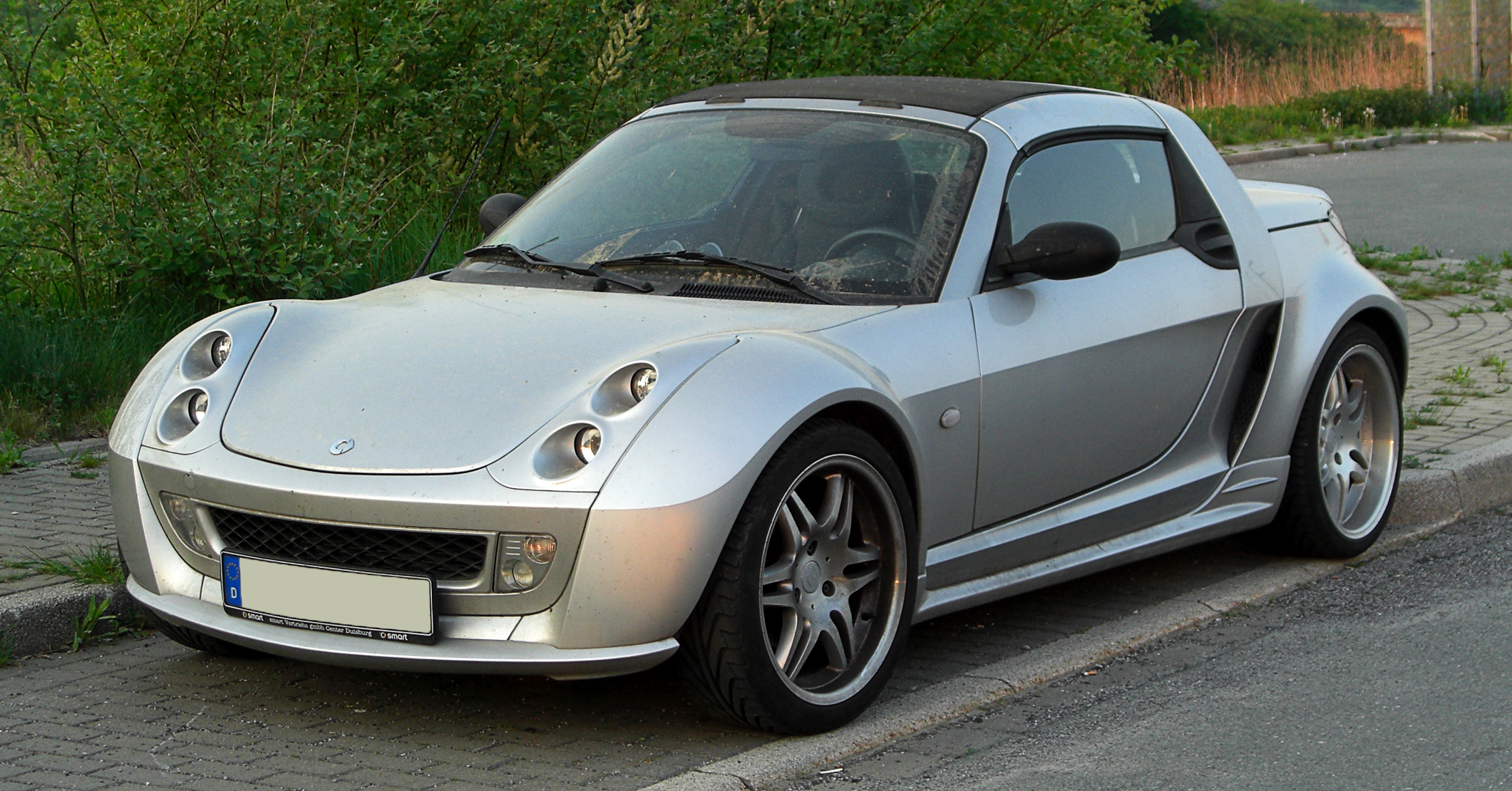
Una Smart Brabus Roadster

La produzione fu avviata nell'aprile del 2003 e nelle due configurazioni di carrozzeria previste, ma già il mese successivo la gamma si ampliò con l'arrivo di una versione più economica e dotata dello stesso motore, ma depotenziato a 61 CV. Nel marzo del 2004 arrivò invece la versione di punta, denominata Brabus perché rivista dal noto preparatore tedesco da molti anni al servizio del gruppo Daimler. In tale configurazione, il motore della piccola sportiva raggiungeva una potenza massima di 101 CV, garantendo prestazioni più brillanti. Sempre nel 2004 la gamma si sdoppiò con l'arrivo di due livelli di allestimento, denominati Pulse e Passion.
La vettura si dimostrò però un flop commerciale a causa dell'elevato prezzo di listino, della scarsa brillantezza nella versione da 82 CV, quella più diffusa, e dell'eccessiva appartenenza ad un settore di nicchia. La sua produzione cessò quindi nel 2005, a seguito degli scarsi risultati commerciali, ma soprattutto a seguito del forte passivo della Casa madre, Smart Gmbh, che per uscire dalla situazione difficile decise di concentrare la produzione sulla sola Fortwo, rinnovata e presentata al Motor Show di Bologna del 2006.
Nel tentativo di solleticare maggiormente l'interesse della potenziale clientela verso la Roadster, furono realizzate anche diverse edizioni speciali a tiratura limitata, come per esempio le varie Pitchblack, Bluestar, Blackstar, Richmond ed Ultimate. Inoltre vi furono anche le edizioni Bluewave (500 esemplari), Affection, Speedsilver, MTV-Roadster prima edizione (200 esemplari), MTV-Roadster seconda edizione e Collector's Edition. Quest'ultima, limitata a soli 50 esemplari, fu lanciata nel marzo 2006, quando ormai la normale produzione era ormai terminata. Notevole anche l'esercizio della Brabus che propose un modello twin-turbo della Smart Roadster Coupé,  ottenuto unendo assieme due motori della stessa Smart roadster. L'autovettura rigorosamente di colore rosso aveva il serbatoio carburante spostato nella posizione anteriore nell'alloggiamento riservato al bagagliaio. I piccoli vetri laterali dell lunotto furono sostituiti con griglie in materiale sintetico al fine di permettere un più efficace raffreddamento del motore di 1400 cm³. Non seguì la produzione in serie.

## Riepilogo caratteristiche
Di seguito vengono riepilogate le caratteristiche relative alle versioni previste per la gamma Roadster durante la sua breve carriera. 
| Modello               | Motore    | Cilindrata cm³ | Potenza CV/rpm | Coppia Nm/rpm  | Massa a vuoto (kg) | Velocità max | Acceler. 0–100 km/h | Consumo (l/100 km) | Emissioni CO2 (g/km) | Anni di produzione |
| Roadster 45 kW        | M160E07AL | 698            | 61/5250        | 95/ 2000-4000  | 790                | 160          | 15"5                | 4.9                | 116                  | 05/2003-12/2005    |
| Roadster 60 kW        | M160E07AL | 698            | 82/5250        | 110/ 2250-4500 | 790                | 175          | 10"9                | 5.1                | 121                  | 04/2003-12/2005    |
| Roadster-Coupé        | M160E07AL | 698            | 82/5250        | 110/ 2250-4500 | 815                | 180          | 10"9                | 5.1                | 121                  | 04/2003-12/2005    |
| Roadster Brabus       | M160E07AL | 698            | 101/5600       | 130/ 2500-5300 | 895                | 190          | 9"8                 | 5.2                | 122                  | 03/2004-02/2005    |
| Roadster-Coupé Brabus | M160E07AL | 698            | 101/5600       | 130/ 2500-5300 | 915                | 195          | 9"8                 | 5.2                | 122                  | 03/2004-02/2005    |